# Armeria berlengensis
Espèce
Classification phylogénétique
Statut de conservation UICN

 CR B2ab(iii,v) : 
En danger critique
Armeria berlengensis est une espèce de plante à fleur endémique de l'archipel des Berlengas, au Portugal.

## Description
C'est une plante basse à souche ramifiée, formant des coussinets, à feuilles linéaires, à fleurs roses en têtes denses, arrondies.